# Дженніфер Гадірова
Дженніфер Гадірова (нар. 3 жовтня 2004, Дублін, Ірландія) — британська гімнастка. Бронзова призерка Олімпійських ігор в Токіо, Японія, в командній першості. Призерка юніорського чемпіонату світу.

## Біографія
Народилась в Дубліні, Ірландія, в родині мігрантів з Азербайджану. Має сестру-близнючку Джессіку, яка також займається гімнастикою.

## Спортивна кар'єра
Мати віддала Дженніфер з Джессікою на спортивну гімнастику через енергійність та непосідючість. Тренується в Академії гімнастики Ейлсбері у Моллі Річардсон та Джошуа Річардсона.

#### 2019
На юніорському чемпіонаті світу здобула срібну нагороду в опорному стрибку.

#### 2020
Дебютувала на дорослому рівні на Кубку Америки зі спортивної гімнастики 2020, де посіла четверте місце.

## Результати на турнірах
| Рік                | Змагання                   | КБ | ІБ | Опорний стрибок | Різновисокі бруси | Колода | Вільні вправи |
| ------------------ | -------------------------- | -- | -- | --------------- | ----------------- | ------ | ------------- |
| Юніорські змагання |                            |    |    |                 |                   |        |               |
| 2019               | Юніорський чемпіонат світу | 6  | 7  | 2               |                   | 6      | 4             |
| Дорослі змагання   |                            |    |    |                 |                   |        |               |
| 2020               | American Cup               |    | 4  |                 |                   |        |               |
| 2020               | Олімпійські ігри           | 3  | 13 |                 |                   |        | 7             |